# Chuck Hogan
Chuck Hogan (Boston, 4 de agosto de 1967) es un escritor y guionista estadounidense. Es autor del libro Prince of Thieves: A Novel (El príncipe de los ladrones: una novela), que sería adaptado como película protagonizada por Ben Affleck: The Town en 2010.

## Biografía
Hogan abandonó su trabajo en un videoclub cuando su primera novela, The Standoff, se convirtió en un superventas y se publicó en catorce países. Su novela El príncipe de los ladrones obtuvo en 2005 un Dashiell Hammett Prize a la mejor novela policíaca y fue proclamada por Stephen King como uno de los diez mejores libros de ese año. Junto a Guillermo del Toro, Hogan ha publicado los libros Nocturna en 2009, Oscura en 2010 y Eterna en 2011, que juntos conforman la Trilogía de la Oscuridad, una revisión del mito del vampiro de gran éxito en todo el mundo.

## Filmografía
| Año  | Película                                   | Director | Productor | Escritor | Crítica |
| ---- | ------------------------------------------ | -------- | --------- | -------- | ------- |
| 2016 | 13 Horas: Los soldados secretos de Bengasi | No       | No        | Sí       | 59%     |

### Televisión
- The Strain (2014-2017)